# Jerzy Konarzycki
Jerzy Konarzycki (ur. 1 lipca 1943) – polski samorządowiec i inżynier rolnik, były wójt gminy Malbork, w latach 1994–1998 wicewojewoda elbląski.

## Życiorys
Absolwent Wyższej Szkoły Rolniczej w Olsztynie, w trakcie nauki występował w Ludowym Zespole Sportowym „Rodło” Pozorty. Przez wiele lat pracował w Państwowych Gospodarstwach Rolnych i Związku Kółek Rolniczych.
Działał w ZSL i PSL, był także wiceprzewodniczącym Zarządu Wojewódzkiego Związku Młodzieży Wiejskiej. Na początku lat 90. zajmował stanowisko wójta gminy wiejskiej Malbork, potem przeniósł się do Elbląga. Od 21 stycznia 1994 do 13 stycznia 1998 pełnił funkcję wicewojewody elbląskiego. W wyborach do Sejmu w 1997 był liderem listy PSL w okręgu elbląskim. W 1998 kandydował bez powodzenia do sejmiku warmińsko-mazurskiego, w kadencji 1999–2002 zajmował stanowisko wicestarosty powiatu elbląskiego. W 2002 kandydował na wójta gminy Elbląg (przegrał w drugiej turze z poparciem 27% wyborców) oraz ponownie do sejmiku. W 2006 ubiegał się o urząd wójta gminy Malbork, zajmując 3 miejsce na 6 pretendentów. Później zasiadał w różnych radach nadzorczych, m.in. Zarządu Komunikacji Miejskiej w Elblągu i Banku Spółdzielczego w Malborku.
Odznaczony Krzyżem Kawalerskim Orderu Odrodzenia Polski (1999).